# Sandra McCoy
Sandra Christina McCoy, född 14 augusti 1979 i San Jose i Kalifornien, är en amerikansk före detta skådespelerska och dansare. Hon har bland annat gjort sig känd för att medverka i NSYNC's musikvideo till låten "Pop", under år 2001. En annan känd insats är i rollen som internatskoleeleven Mercedes, i skräck- och slasherfilmen Cry Wolf (2005).
Sandra McCoy var tidigare i ett förhållande tillsammans med skådespelaren Jared Padalecki, som hon träffade under inspelningarna av filmen Cry Wolf. Hon förlorade sina bägge föräldrar, Madeline och Gary McCoy, samt den två år yngre brodern Scott McCoy, i en flygplanskrasch i närheten av staden Fresno, i slutet av 1993. McCoy deltog vid det tillfället i en väldigt viktig simtävling, vilket gjorde att hon inte kunde följa med sin familj på denna flygresa. Hennes bror Scott hade då bestämt sig för att ta med sig en vän vid namn Mark Guitterez, som även han omkom i själva flygplanskraschen.
I mars 2007 sökte Sandra McCoy lyckan i att bli den sjunde medlemmen i musikgruppen The Pussycat Dolls, men misslyckades dock med att genomföra detta uppdrag. Senare samma år hade hon även ett gästspel i TV-serien Supernatural, i avsnittet "Bedtime Stories".

## Filmografi (i urval)

### Filmer
- 2002 – Orange County
- 2002 – Scooby Doo (okrediterad medverkan)
- 2002 – De magiska skorna
- 2002 – The Hot Chick
- 2003 – Down with Love
- 2004 – En askungesaga
- 2005 – Cry Wolf
- 2009 – Deep in the Valley

### TV-serier
- 2001 – Min galna familj (TV-serie)
- 2001 – Felicity (TV-serie) (okrediterad medverkan)
- 2001 – General Hospital (TV-serie)
- 2002 – Power Rangers Wild Force (TV-serie)
- 2002 – Sabrina tonårshäxan (TV-serie)
- 2003 – CSI: Crime Scene Investigation (TV-serie)
- 2003 – The Parkers (TV-serie)
- 2003–2005 – Våra bästa år (TV-serie)
- 2003 – CSI: Miami (TV-serie)
- 2006 – CSI: New York (TV-serie)
- 2006 – 2 1/2 män (TV-serie)
- 2006 – Veronica Mars (TV-serie)
- 2007 – OC (TV-serie)
- 2007 – Supernatural (TV-serie)
- 2011 – Rizzoli & Isles (TV-serie)
- 2012 – Femme Fatales (TV-serie)
- 2012 – Vegas (TV-serie)
- 2014 – Benched (TV-serie)